# عبیدالله احرار
خواجه ناصرالدین عبیدالله (۸۰۶-۸۹۵ (قمری)) نام‌دار به عبیدالله احرار و خواجه احرار ولی، عارف نامی طریقت نقشبندیه در فرارود (ماوراءالنهر) است.

## زندگی
احرار در رمضان سال ۸۰۶ق در روستای باغستان تاشکند چشم به جهان گشود. پدرش خواجه محمود و جدش خواجه شهاب الدین در شمار اهل علم و عرفان بودند؛ و مادرش از نوادگان شیخ عمر باغستانی بوده و نسبش به عبدالله عمر می‌رسیده‌است. او دانش‌های ابتدایی در تاشکند فرا گرفت و در ۸۲۸ برای تکمیل تحصیلات و معلومات خود به همراه دایی اش خواجه ابراهیم به سمرقند، هرات و دیگر شهرهای ماوراءالنهر مسافرت کرد، در این سفرها با شماری از مشایخ صوفیه چون بهاءالدین عمر، حسام الدین پارسا، زین الدین خوافی، سعدالدین کاشغری، علاءالدین غجدوانی، قاسم انوار و نظام الدین خاموشی ملاقات کرد. ولی گرایش احرار به عرفان مانع آموختن بیشتر او شد. چندی در شهرهای ترکستان و خراسان به سفر پرداخت و در ۸۳۲ به هلغتو رفت و به مولانا یعقوب چرخی(۸۵۱)، از پیروان شیخ بهاءالدین محمد نقشبند دست ارادت داد و به طریقت نقشبندیه پیوست. سپس خود به تبلیغ و ارشاد پرداخت و بسیاری از مردم منطقه و سرزمین‌های همجوار پیرو او گشتند.
طریقت نقشبندیه به سبب نام خواجه عبیدالله، چندی احراریه نامیده می‌شد. وی در سال ۸۳۵ق به موطن خویش بازگشت و پیشه پدر و جدش یعنی زراعت را در پیش گرفت.
نفوذ روحانی و ثروت بسیارش سبب نفوذ فراوان او بر دولت‌مردان روزگارش شد و درباریان تیموری مخصوصاً سلطان ابوسعید گورکانی او را به دیده احترام مینگریستندو با جلب توجه وی کوشیدند تا از مقام عرفانی و نفوذ اجتماعی و سیاسی او بهره‌مند شوند تا جایی که سلطان ابوسعید گرکانی امور مملکت را بدون مشورت با او انجام نمی‌داد. در بعضی از منابع گزارشهایی به چشم می‌خورد حاکی از آنکه میانداری و وساطت عبیدالله احرار از بروز جنگ میان بعضی از امرا جلوگیری کرد. مکاتبات او با امیر شیر علی نوایی و دیگر صاحب منصبان نفوذ وی را در میان امیران و منتقدان دستگاه تیموری نشان می‌دهد. البته ثروت اندوزی و معاشرت با درباریان موجب شد بعضی از مشایخ و اهل علم بر او خرده بگیرند و حتی برای وی گرفتاریهایی به وجود آوردند. در هر حال او ساده و بی پیرایه زیست و اموال خود را در راه کمک به مستمندان صرف کرد. وی اعتقاد داشت اهل علم باید در دستگاه سلاطین و امرا حضور یابند و آنان را به دادگری و التفات به احوال ستمدیدگان هدایت کنند.
عبیدالله در ۸۹ سالگی در سال ۸۹۵ق در قریه کمانگران سمرقنددرگذشت و سلطان احمد میرزا جنازه او را به سمرقند منتقل کرد و در محله خواجه کفشیر به خاک سپرد.

## مشرب عرفانی
مشرب عرفانی خواجه عبیدالله در شمار طریقه‌های سنت اول عرفانی است. آثار و تعالیم او از اهتمام احرار در ترویج و نشر مبانی این سنت و خاصه تعالیم خواجگان نقشبند حکایت می‌کند.

## آثار
آثار او بر این پایه‌اند:
- فقرات
- حورائیه
- والدیه
- رقعات
- مکتوبات
- رشحات عین‌الحیات
- پاس انفاس
- ملفوظات (مناقب خواجه احرار)
- وصیت‌نامه